# Biografisch Portaal
Het Biografisch Portaal van Nederland (kortweg: BioPort) is een website en organisatorische eenheid van het Huygens Instituut voor Nederlandse Geschiedenis (Huygens ING) voor samenwerking tussen archieven en onderzoeksinstituten waar biografische informatie uit diverse gedigitaliseerde collecties en databanken bij elkaar wordt gebracht. 
Het Biografisch Portaal presenteert in een beknopt overzicht links naar oorspronkelijke bronnen voor meer dan 70.000 personen uit de Nederlandse geschiedenis, van de vroegste tijden tot heden. Het gaat om mensen die in Nederland zijn geboren of er actief zijn geweest. Nog levende personen worden niet opgenomen. Iedere persoon in het Biografisch Portaal heeft een eigen persoonspagina met kerngegevens. Die persoonspagina's linken door naar digitale informatie over de desbetreffende persoon, zoals korte levensbeschrijvingen, archivalia, literatuur en afbeeldingen.  
Het BioPort is een initiatief van de Stichting Biografisch Portaal van Nederland: een in 2010 opgericht samenwerkingsverband van een aantal cultuurwetenschappelijke instellingen; het Biografie Instituut, Centraal Bureau voor Genealogie, Huygens ING, IISG, Nationaal Archief, Onderzoekscentrum voor Geschiedenis en Cultuur, Parlementair Documentatie Centrum, en Rijksbureau voor Kunsthistorische Documentatie. Het Huygens ING is penvoerder van de stichting.
De site, sinds februari 2010 in de lucht, is nog in ontwikkeling, terwijl steeds meer partners links aan de gegevensbank toevoegen. De broninformatie wordt toegevoegd op projectbasis, bijvoorbeeld voor kunstenaars of bekende vrouwen. 